# Hikmat Abu Zayd
Hikmat Abu Zayd (1922, Shaykh Daud - Asiut, 30 de julio de 2011, El Cairo, Egipto)  fue una destacada política egipcia.

## Trayectoria
Hikmat Abu Zayd nació en 1922 o en 1923 (las fuentes no coinciden) en la ciudad de Shaykh Daud, Al-Qūṣiyah, gobernación de Asiut.
En 1940, Abu Zayd se graduó en Historia de la Universidad Fuad I, en 1950, una maestría en Artes en Educación, en la Universidad de St Andrews, y un doctorado, en 1957, en Psicología educativa de la Universidad de Londres. Enseñó en el Colegio de Mujeres de la Universidad Ain Shams entre 1955 y 1964. Fue nombrada profesora en la Universidad de El Cairo en 1965.
Entre 1962 y 1965 fue Ministra de Asuntos Sociales durante el gobierno de Gamal Nasser. Desde su ministerio mejoró el rol de la mujer en la sociedad egipcia. En 1963, fue la coordinadora de las actividades de las mujeres dentro de la Unión Socialista Árabe.
Abu Zayd apoyó la promulgación de la ley que prohibía el repudio islámico de forma verbal e hizo obligatorio que un esposo vaya a la corte para poder divorciarse de su esposa.
Con la muerte de Nasser debió exiliarse durante 20 años en Libia, país en el que se sentía cómoda, ya que compartía las convicciones políticas de Muamar el Gadafi. Allí se dedicó a la enseñanza de Ciencias Políticas en la Universidad de Trípoli.
Fue una feroz opositora del presidente Anwar el-Sadat, en especial  cuando firmó la paz con Israel. Sus diatribas y su militancia en un Frente Nacional Egipcio, que abogaba por el derrocamiento de el-Sadat, le valieron la acusación de alta traición y terrorismo y perdió su nacionalidad egipcia. En 1991, luego de varios años de juicio,  Abu Zayd logró que se retiraran los cargos y le devolvieran su nacionalidad. En 1992 volvió a Egipto, en donde falleció el 30 de julio de 2011.

## Premios y reconocimientos
- Premio Lenin de la Paz, 1970.